# Smartwatch

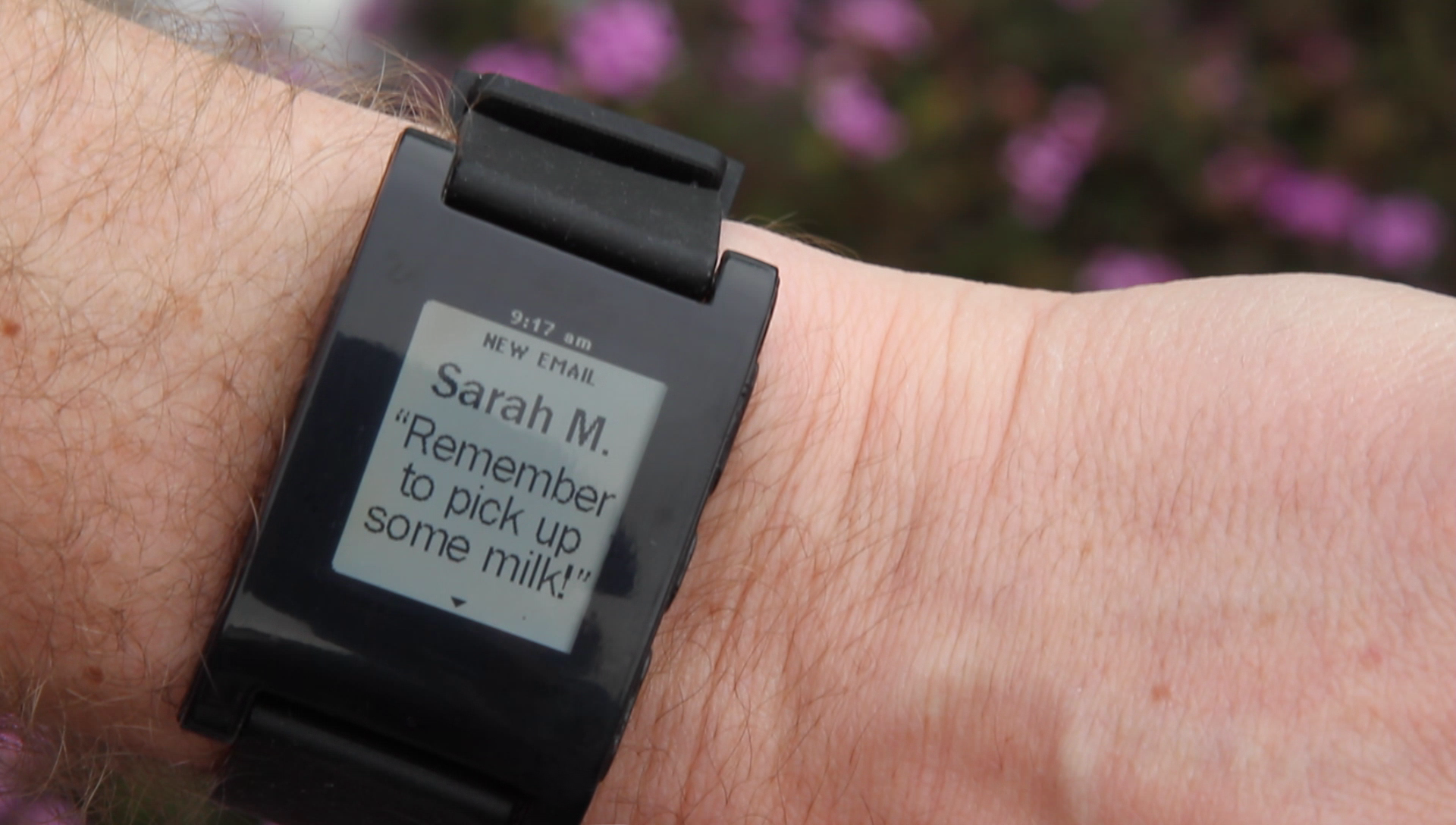
De Pebble, een smartwatch die via bluetooth met de mobiele telefoon van de gebruiker kan communiceren

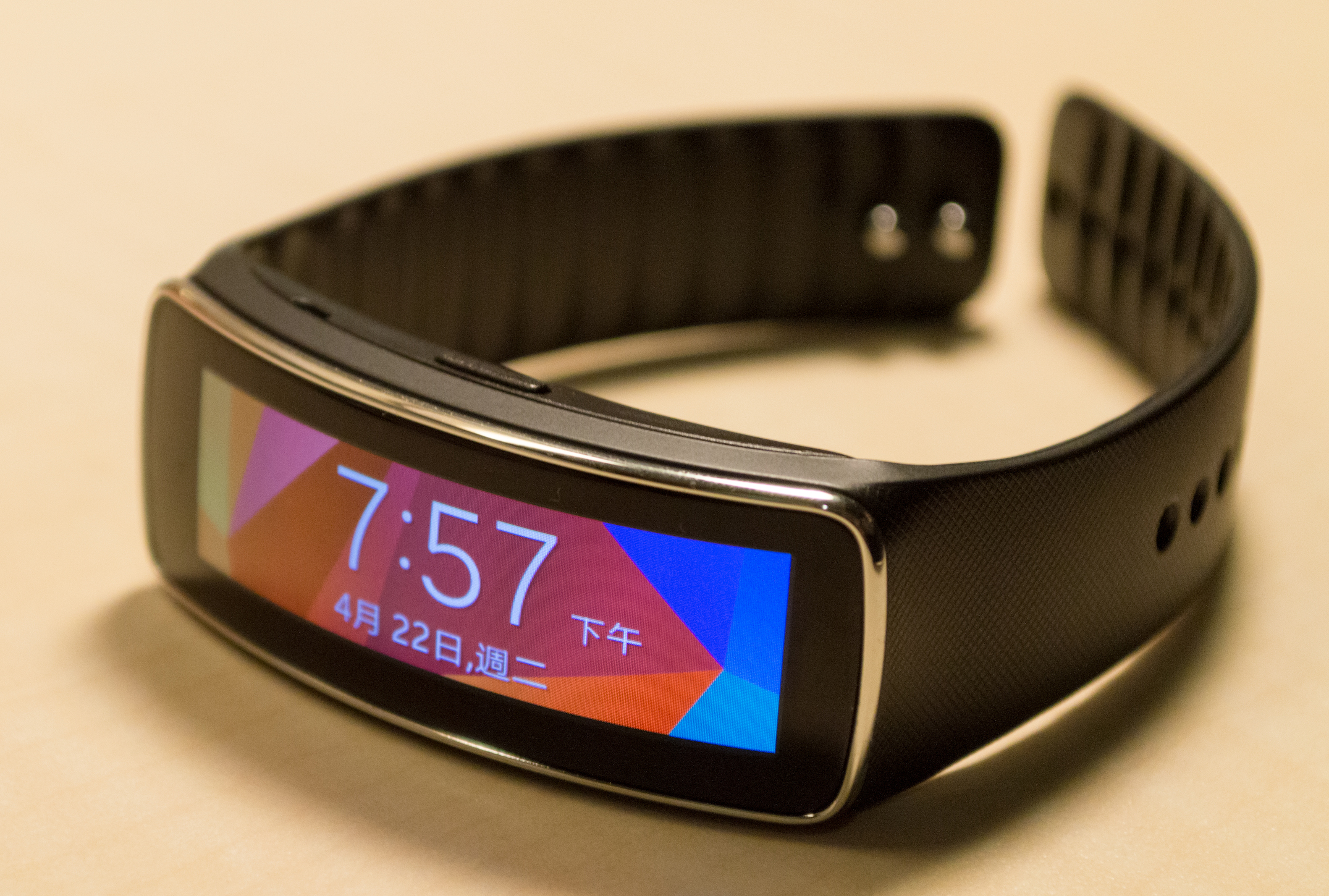
De Samsung Gear Fit, een smartwatch speciaal ontworpen voor sport- en gezondheidfuncties, met onder meer een stappenteller en hartslagmonitor

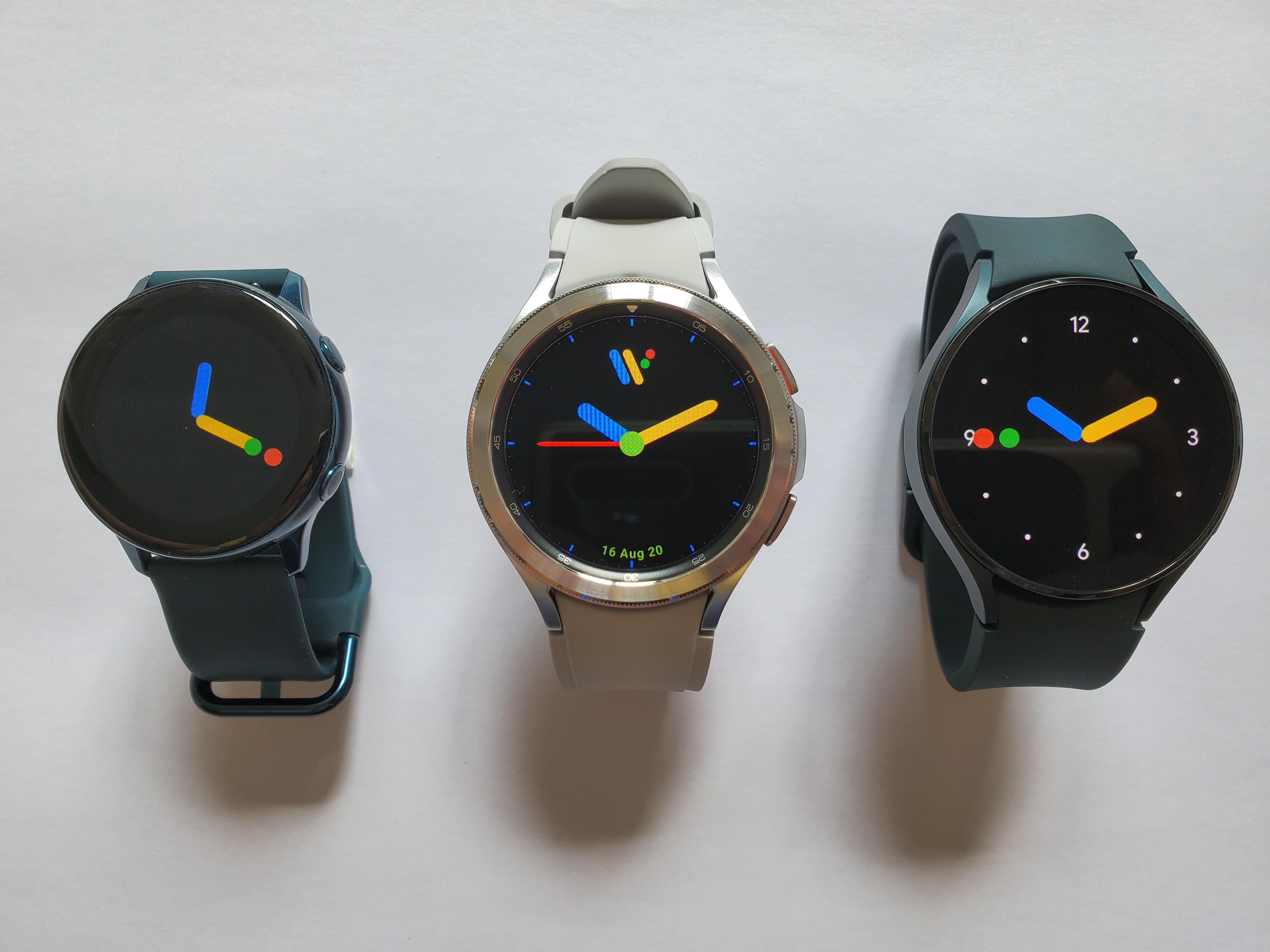
Samsung Galaxy Watch, 2021

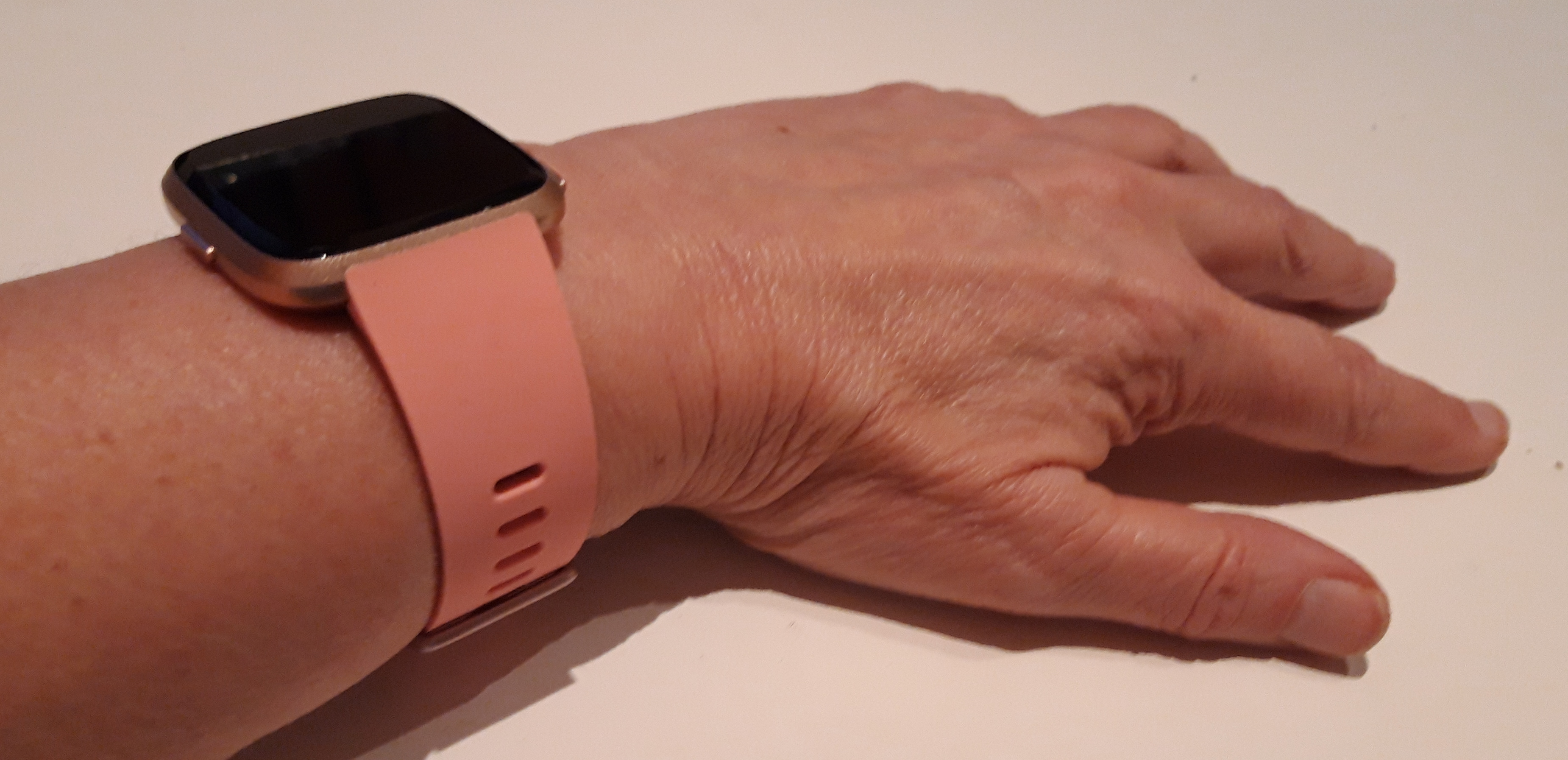
Fitbit Versa, 2019

Een smartwatch (Engels, letterlijk "slim horloge") is een type polshorloge dat niet alleen dient als uurwerk maar ook een reeks andere functies heeft. Een smartwatch is vergelijkbaar met elektronische handapparaten zoals een smartphone, maar wordt aan de pols bevestigd.
Smartwatches kunnen uit verschillende apparatuur bestaan, zoals een camera, rekenmachine, aanraakscherm, gps-systeem, luidspreker en verschillende meetinstrumenten (bijvoorbeeld een versnellingsmeter, hoogtemeter, barometer, thermometer of kompas). Smartwatches hebben veelal een SD-kaart en een oplaadbare batterij. Veel smartwatches kunnen mobiele apps draaien. Sommige smartwatches dienen ook als volwaardige mobiele telefoon; deze worden ook wel watch phone ("horlogetelefoon") genoemd.
Sommige smartwatches zijn speciaal uitgerust als sportwatch ("sporthorloge") of fitness band ("gezondheidsband") met functies en sensoren om sportieve activiteit te ondersteunen. Dergelijke functies omvatten onder meer trainingsprogramma's, het tonen van snelheid en rondetijden, een duikcomputer en een hartslagmonitor/polsmonitor.
Een smartwatch kan informatie ontvangen van andere instrumenten, en computers en andere apparaten aansturen. Hiervoor wordt gebruikgemaakt van draadloze technieken als bluetooth, wifi en gps. Een smartwatch kan ook alleen als afstandsbediening dienen voor een bepaald systeem, of in contact staan met een mobiele telefoon en bijvoorbeeld berichten en telefoongesprekken en agendanotificaties van de telefoon doorgeven.

## Geschiedenis

### Beginjaren
In de jaren 1980 werden de eerste horloges geïntroduceerd waarmee meer kon worden gedaan dan alleen tijd kijken. De Data 2000 van Seiko (1983) werd geleverd met een extern toetsenbord dat draadloos met het horloge communiceerde. De D409 (1984) was het eerste model van Seiko waarop direct informatie kon worden ingevoerd, via een minitoetsenbord. Deze modellen werden gevolgd door een reeks andere "slimme" horloges van Seiko in de daaropvolgende jaren. De RC-1000 Wrist Terminal (1984) was het eerste model dat met een computer kon communiceren.
Ook Casio bracht in dezelfde periode met succes een reeks "computerhorloges" op de markt, waaronder de Casio Databank, die een rekenmachine had en gebruikt kon worden om telefoonnummers in op te slaan. Casio en andere bedrijven produceerden ook een reeks spelhorloges waarop eenvoudige computerspelletjes gespeeld konden worden.
IBM presenteerde in juni 2000 een prototype van een smartwatch dat op Linux draaide. Het apparaat, met 8 MB geheugen en Linux 2.2, was uitgerust met een versnellingsmeter, vibratiemechanisme en vingerafdruksensor. Het werd verder doorontwikkeld tot de WatchPad, met Linux 2.4, bluetooth, kalendersoftware,  een scherm van 320x240 pixels, 8 MB RAM-geheugen en 16 MB flashgeheugen.
In 2003 kwam de Fossil Wrist PDA uit, een horloge van Fossil dat op Palm OS draaide. Microsoft bracht in 2004 de SPOT Watch uit, als onderdeel van een project om huishoudelijke apparaten slimmer te maken.

### Sinds 2013
In 2013 raakte de markt voor smartwatches in een stroomversnelling. Dat jaar werden de Pebble, Qualcomm Toq, Samsung Galaxy Gear en Sony SmartWatch 2 gelanceerd. Deze werden gevolgd door een reeks andere horloges in 2014. Op de Consumer Electronics Show-vakbeurs in januari werden smartwatches van onder meer Razer en Archos gepresenteerd. 
In juni 2014 werd Android Wear geïntroduceerd, een versie van Android speciaal ontworpen voor wearables (draagbare computers zoals smartwatches). Tegelijkertijd werden twee Android Wear-horloges gepresenteerd: de LG G Watch en de Samsung Gear Live. Motorola kondigde aan in 2014 een Android Wear-horloge uit te brengen, de Moto 360. Ook de volgende versie van Sony's horloge, de Sony SmartWatch 3, zal naar verwachting draaien op Android Wear.
In oktober 2014 kwam de Microsoft Band op de markt, een  fitness band die tien sensoren bevat en informatie uitwisselt met Microsoft HealthVault.
Apple betrad de smartwatchmarkt in 2015 met de Apple Watch, die in april van dat jaar in een aantal landen beschikbaar kwam, en in Nederland op 17 juli van dat jaar op de markt kwam. De smartwatch werd uitgebracht in verschillende edities, waaronder de Apple Watch Sport en de 18-karaats gouden Watch Edition, het duurste model. Voor een aantal belangrijke functies moet de smartwatch in verbinding staan met een iPhone. Zonder een iPhone kan het horloge niet worden ingesteld, kunnen er geen apps geïnstalleerd worden en is het niet mogelijk notificaties te ontvangen. 
In 2015 ontwikkelden wetenschappers een keylogger voor smartwatchdragers.